# Hontoria de Cerrato
Hontoria de Cerrato è un comune spagnolo di 115 abitanti situato nella comunità autonoma di Castiglia e León.